# TTC
TTC, The Telecommunication Technology Committee, är en japansk standardiseringsorganisation.